# Bronisław Waligóra
Bronisław Andrzej Waligóra (ur. 25 września 1932 w Sielcu Biskupim) – polski piłkarz i trener piłkarski.

## Życiorys
Wychowanek AKS-u Chorzów, następnie zawodnik Pomorzanina Toruń. W 1956 roku trafił do Zawiszy Bydgoszcz, gdzie stał się pierwszoplanową postacią drużyny. Przez lata był jej kapitanem, występując na pozycji napastnika.
Po zakończeniu kariery piłkarskiej zajął się pracą trenerską. Prowadził m.in. Lecha Poznań, Hetmana Zamość, Motor Lublin, Bałtyk Gdynia, trzykrotnie Widzew Łódź, Avię Świdnik i trzykrotnie Zawiszę Bydgoszcz.
Z Widzewem zdobył Puchar Polski w 1985 roku. Po raz pierwszy objął łódzką drużynę w 1977 roku, a w 1978 roku sięgnął po wicemistrzostwo Polski, zasiadając na ławce w rundzie jesiennej. Później przeniósł się do Motoru Lublin. Do Łodzi powrócił w trakcie sezonu 1984/1985 i rozgrywki te zwieńczył brązowym medalem w lidze i zdobyciem jedynego w historii klubu Pucharu Polski. W następnym roku zespół pod jego wodzą znów zajął trzecie miejsce w tabeli Ekstraklasy. W sezonie 1988/1989 zastąpił na stanowisku Andrzeja Grębosza i zakończył sezon na 7. miejscu w tabeli. Rok później odszedł po siedmiu meczach, a finalnie zespół spadł z ligi. W sezonie 1984/1985 dotarł z klubem do 1/8 finału Pucharu UEFA. Prowadził Widzew także w Pucharze Zdobywców Pucharów oraz w Pucharze Intertoto. Łącznie we wszystkich rozgrywkach zasiadał na ławce trenerskiej Widzewa Łódź 160 razy, z czego 129 razy w Ekstraklasie, co daje mu trzecie miejsce w klubowej historii pod tym względem.

## Sukcesy

### Widzew Łódź
- Puchar Polski: 1984/1985
- Wicemistrzostwo Polski: 1977/1978
- Brązowy medal mistrzostw Polski: 1984/1985, 1985/1986

### Motor Lublin
- Awans do I ligi (obecnie Ekstraklasa): 1979/1980[12]

### Indywidualne
- Medal Złoty PZPN za wybitne osiągnięcia w rozwoju piłki nożnej: 2022